# 殺手悲歌
《殺手悲歌》（英語：El Mariachi）是一部於1993年上映的美國西班牙語獨立動作片，由勞勃·羅里葛茲自編自導，同時也是他的長片導演處女作，以及「墨西哥三部曲」系列電影的首部作品。
該片主要在男主角卡洛斯·加拉爾多的家鄉墨西哥科阿韋拉州阿庫尼亞及美國德克薩斯州德爾里奧取景拍攝。起初，該片僅以7225美元的預算製作並打算在墨西哥以錄影帶首映的方式推出，但哥倫比亞影業高層很喜歡該片而賣下了其美國發行權。哥倫比亞最終花費了20萬美元將得到版權並將該片重新混音及進行其他後期製作工作，之後又在營銷和發行上花費了數百萬美元。
《殺手悲歌》於1993年2月26日在美國上映，並取得了成功的口碑。這成功使羅里葛茲又在之後拍攝了兩部續集，分別為《英雄不流淚》（1995年）和《英雄不回頭》（2003年）。2011年，《殺手悲歌》因具備「文化、歷史或美學涵義」而被美國國會圖書館入選國家影片登記表作保存。該片還被金氏世界紀錄評為史上預算最低的電影。

## 劇情
從墨西哥的一個小鎮越獄後，外號阿蘇爾的殘酷犯罪分子帶著裝滿武器的吉他箱向當地毒梟莫可復仇，以取回該屬於自己的錢。同時，一位年輕的音樂家帶著自己的吉他箱（當中裝有他的簽名吉他）到達鎮上。他希望在鎮上找到工作，以實現像他的父親般成為流浪樂手的夢想。
莫可從鎮郊的嚴密守衛的別墅中派出大批殺手去暗殺阿蘇爾。他們被告知要尋找一名穿著黑色衣服並背著吉他箱的男人，但因流浪樂手也符合這種描述，使殺手們將他誤認成阿蘇爾而開始追捕他。實際上，僅有莫可知道阿蘇爾的真正長相。流浪樂手在被街頭追趕後，被迫自衛殺害四名殺手。當他在一個由名叫多米諾的美麗女人所擁有的酒吧里尋求庇護時，他很快就愛上了她。不幸的是，該酒吧是由莫可所贈送，且對方也對多米諾有興趣。
當阿蘇爾到該酒吧喝啤酒並得知莫可的訊息時，他不小心錯拿了流浪樂手的吉他箱。當莫可的殺手在街上俘獲了阿蘇爾時，發現他的箱子中只有一把吉他，而拿到阿蘇爾箱子的流浪樂手則遭殺手們帶走，但最後被莫可發現他們抓錯人而又被扔回鎮上。
同時，阿蘇爾帶著多米諾並命令她帶他去莫可家，好讓流浪樂手免遭莫可下手。而當兩人到達莫可家門口時，阿蘇爾將多米諾當作人質以便進入並要求莫可付錢。莫可很快地發現多米諾已與流浪樂手相戀並一怒之下將她和阿蘇爾射殺。流浪樂手發現他所愛的女人被槍殺後，自己的左手也遭對方射傷，使自己再也沒法彈吉他。在莫可嘲諷他的同時，流浪樂手用右手拿起阿蘇爾的手槍射殺了莫可，為多米諾報了仇。莫可倖存的同伴看到他們的老闆死後，紛紛轉身離開。
流浪樂手騎著多米諾的摩托車離開了小鎮並帶著她的比特犬及拆信刀來紀念她。如今，他成為流浪樂手的夢想已破滅，他對自己未來的唯一保障就是阿蘇爾吉他箱中的武器，並在決定用此維生後騎著車駛入夕陽。

## 演員
- 卡洛斯·加拉爾多（英语：Carlos Gallardo (actor)）飾演流浪樂手（El Mariachi）
- 康斯薇露·戈麥茲（Consuelo Gómez）飾演多米諾（Dominó）
- 彼得·馬爾克特（英语：Peter Marquardt）飾演毛里西奧／莫可（Mauricio／Moco）
- 雷諾·馬丁內斯（Reinol Martínez）飾演阿蘇爾（Azul）
- 詹姆·德霍約斯（Jaime de Hoyos）飾演畢格頓（Bigotón）
- 奧斯卡·法維拉（Óscar Fabila）飾演男孩

## 電視改編
索尼的AXN推出了改編自電影的同名電視劇，於2014年3月20日首播。

## 外部連結
- 互联网电影数据库（IMDb）上《殺手悲歌》的资料（英文）
- Box Office Mojo上《殺手悲歌》的資料（英文）
- 爛番茄上《殺手悲歌》的資料（英文）
- Metacritic上《殺手悲歌》的資料（英文）
- 豆瓣电影上《殺手悲歌》的資料 （简体中文）